# Javi Guerra
Javier Guerra Rodríguez, né le 15 mars 1982 à Vélez-Málaga, est un footballeur espagnol évoluant au poste d'attaquant.

## Biographie
Javi Guerra est formé à l'Espanyol de Barcelone. Il joue ensuite à Vilassar Mar et à Cadix. En 2004, il évolue quelques mois dans le championnat portugais de deuxième division, où il ne dispute que cinq matchs.
Il signe ensuite avec le club de Valence, où il joue principalement avec l'équipe réserve. Il rejoint alors des clubs moins prestigieux, évoluant en deuxième division : Granada, le Deportivo Alavés, puis Levante.
En 2010, il rejoint l'équipe du Real Valladolid, équipe de Segunda Division. Le 11 décembre 2010, il inscrit un triplé face au club de Numancia. Il termine la saison avec 28 buts inscrits en deuxième division, ce qui fait de lui le deuxième meilleur buteur du championnat, derrière Jonathan Soriano. Le 7 janvier 2012, il inscrit à nouveau un triplé, cette fois-ci face au club de Sabadell. Le club de Valladolid monte en Primera Division en 2012. Le 16 décembre 2013, il inscrit encore trois buts, lors d'un match face au Celta Vigo. Au total, il joue 154 matchs et inscrit 73 buts avec l'équipe de Valladolid, toutes compétitions confondues.
En juin 2014, il est transféré au club gallois de Cardiff City, équipe évoluant en deuxième division anglaise. Il a beaucoup de mal à s'imposer à Cardiff, avec seulement 5 petits matchs disputés en six mois, et ceci toutes compétitions confondues. Il retourne en janvier 2015 dans son pays natal, en étant prêté au club de Málaga.
Le 31 août 2015, il rejoint le Rayo Vallecano.